# Отто Шюнеман
Отто Шюнеман (нім. Otto Schünemann; 6 жовтня 1891 — 29 червня 1944) — німецький воєначальник, генерал-лейтенант вермахту. Кавалер Лицарського хреста Залізного хреста з дубовим листям.

## Біографія
Учасник Першої світової війни. В 1920 році демобілізований, поступив на службу в поліції. 10 листопада 1938 року перейшов у вермахт. З 1 вересня 1939 року — командир 184-го піхотного полку 86-ї піхотної дивізії. Учасник Французької кампанії і, з серпня 1941 року, боїв на радянсько-німецькому фронті. Відзначився у боях в районі Великих Лук. З 20 вересня 1942 по 27 грудня 1943 року — командир 337-ї піхотної дивізії. З 22 червня 1944 року — командир 39-го танкового корпусу. Загинув у бою.

## Звання
- Єфрейтор (27 січня 1910)
- Унтерофіцер (1 грудня 1940)
- Сержант (15 квітня 1914)
- Фельдфебель (5 серпня 1914)
- Кандидат в офіцери (25 вересня 1915)
- Лейтенант поліції (1 квітня 1920)
- Оберлейтенант поліції (13 липня 1921)
- Гауптман поліції (23 грудня 1926)
- Майор поліції (19 грудня 1933)
- Оберстлейтенант (1 січня 1938)
- Оберст (1 грудня 1940)
- Генерал-майор (1 листопада 1942)
- Генерал-лейтенант (1 травня 1943)

## Нагороди

### Перша світова війна
- Залізний хрест 2-го і 1-го класу
- Хрест «За військові заслуги» (Мекленбург-Шверін) 2-го класу

### Міжвоєнний період
- Почесний хрест ветерана війни з мечами
- Пам'ятна військова медаль (Угорщина)
- Медаль «За вислугу років у вермахті» 4-го, 3-го, 2-го і 1-го класу (25 років)

### Друга світова війна
- Застібка до Залізного хреста
  - 2-го класу (28 травня 1940)
  - 1-го класу (18 червня 1940)
- Штурмовий піхотний знак в сріблі
- Почесна застібка на орденську стрічку для Сухопутних військ (28 серпня 1941)
- Лицарський хрест Залізного хреста з дубовим листям
  - Лицарський хрест (20 грудня 1941)
  - Дубове листя (№ 339; 28 листопада 1943)
- Медаль «За зимову кампанію на Сході 1941/42»
- Німецький хрест в золоті (11 лютого 1943)
- Відзначений у Вермахтберіхт
  - «У важких оборонних боях командири генерал артилерії Мартінек і генерал артилерії Пфайффер, а також генерал-лейтенант Шюнеман, вірні присязі, прийняли героїчні смерть, б'ючись на чолі свого корпусу.» (3 липня 1944; посмертно)